# عین‌الله کندی
عین‌الله کندی یک روستا در ایران است که در دهستان ارشق شمالی واقع شده‌است. عین‌الله کندی ۱۶۱ نفر جمعیت دارد.